# Screen Actors Guild Awards 2004

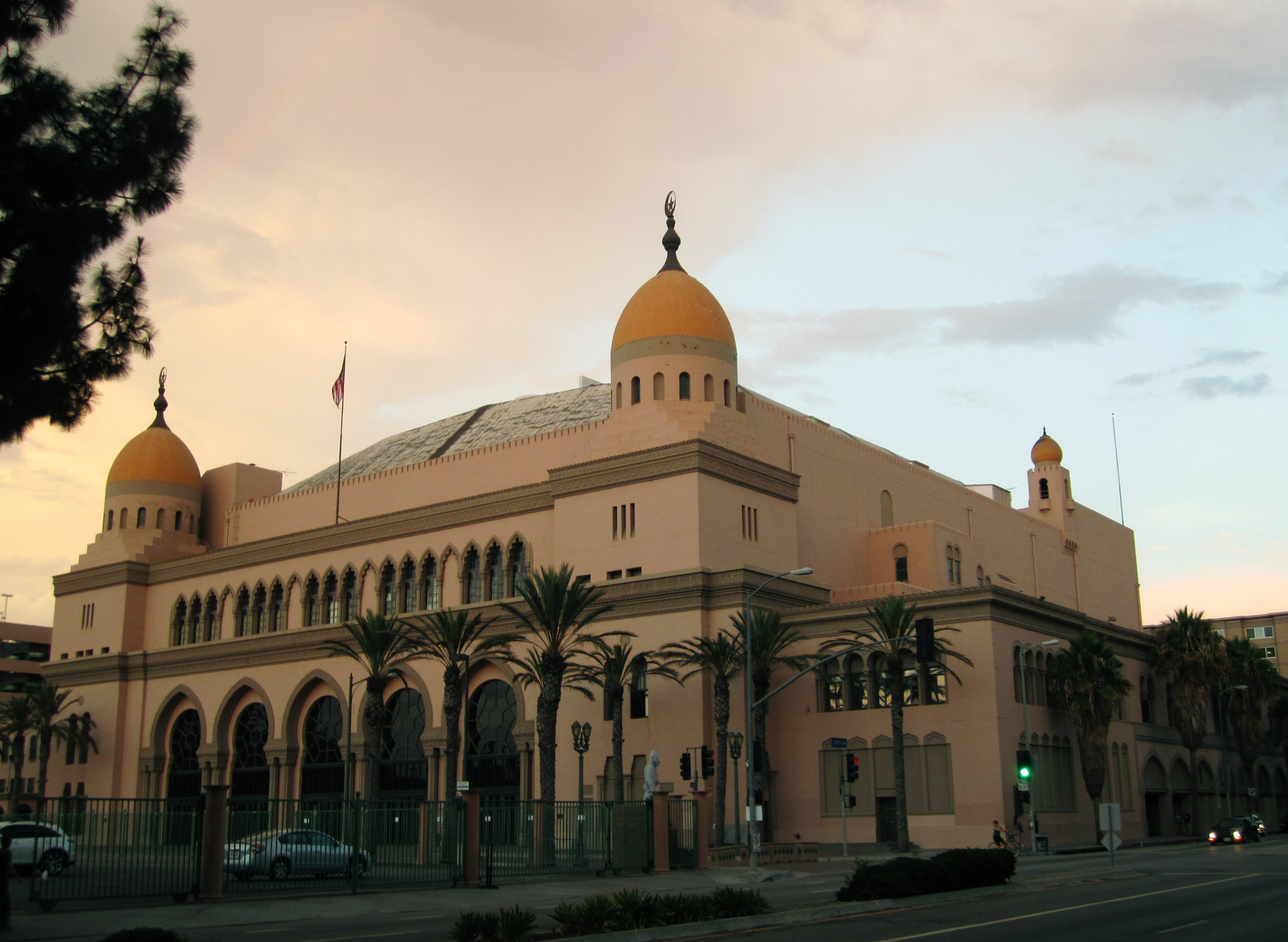
Das Shrine Exposition Center, Veranstaltungsort der Screen Actors Guild Awards 2004

Die 10. Verleihung der US-amerikanischen Screen Actors Guild Awards (englisch 10th Screen Actors Guild Awards), die die Screen Actors Guild jedes Jahr in den Bereichen Film (5 Kategorien) und Fernsehen (8 Kategorien) vergibt, fand am 22. Februar 2004 im Shrine Exposition Center in Los Angeles statt. Die so genannten SAG Awards ehren, im Gegensatz beispielsweise zum Golden Globe Award, nur Film-, Fernseh- und Ensembleschauspieler und gelten als Gradmesser für die bevorstehende Oscar-Verleihung. Gekürt werden die Sieger von den Mitgliedern der Screen Actors Guild, der man angehören muss, um in den Vereinigten Staaten als Schauspieler zu arbeiten.
Die Nominierten waren am 28. Januar 2004 im Silver Screen Theater des Pacific Design Centers in West Hollywood von den Schauspielern Andie MacDowell und Mark Harmon bekanntgegeben worden. In den Vereinigten Staaten wurde die Verleihung live vom Kabelsender TNT gezeigt.
Für sein Lebenswerk wurde der US-amerikanische Schauspieler Karl Malden gewürdigt.

## Gewinner und Nominierte im Bereich Film
| Film                                   | N | A |
| -------------------------------------- | - | - |
| Mystic River                           | 3 | 1 |
| Station Agent                          | 3 | 0 |
| 21 Gramm                               | 2 | 0 |
| The Cooler – Alles auf Liebe           | 2 | 0 |
| Dreizehn                               | 2 | 0 |
| Seabiscuit – Mit dem Willen zum Erfolg | 2 | 0 |

### Bester Hauptdarsteller
Johnny Depp – Fluch der Karibik (Pirates of the Caribbean: The Curse of the Black Pearl)
Peter Dinklage – Station Agent (The Station Agent)
Ben Kingsley – Haus aus Sand und Nebel (House of Sand and Fog)
Bill Murray – Lost in Translation
Sean Penn – Mystic River

### Beste Hauptdarstellerin
Charlize Theron – Monster
Patricia Clarkson – Station Agent (The Station Agent)
Diane Keaton – Was das Herz begehrt (Something’s Gotta Give)
Naomi Watts – 21 Gramm (21 Grams)
Evan Rachel Wood – Dreizehn (Thirteen)

### Bester Nebendarsteller
Tim Robbins – Mystic River
Alec Baldwin – The Cooler – Alles auf Liebe (The Cooler)
Chris Cooper – Seabiscuit – Mit dem Willen zum Erfolg (Seabiscuit)
Benicio del Toro – 21 Gramm (21 Grams)
Ken Watanabe – Last Samurai (The Last Samurai)

### Beste Nebendarstellerin
Renée Zellweger – Unterwegs nach Cold Mountain (Cold Mountain)
Maria Bello – The Cooler – Alles auf Liebe (The Cooler)
Keisha Castle-Hughes – Whale Rider
Patricia Clarkson – Pieces of April – Ein Tag mit April Burns (Pieces of April)
Holly Hunter – Dreizehn (Thirteen)

### Bestes Schauspielensemble
Der Herr der Ringe: Die Rückkehr des Königs (The Lord of the Rings: The Return of the King)

Sean Astin, Sean Bean, Cate Blanchett, Orlando Bloom, Billy Boyd, Bernard Hill, Ian Holm, Ian McKellen, Dominic Monaghan, Viggo Mortensen, John Noble, Miranda Otto, John Rhys-Davies, Andy Serkis, Liv Tyler, Karl Urban, Hugo Weaving, David Wenham und Elijah Wood
In America
Emma Bolger, Sarah Bolger, Paddy Considine, Djimon Hounsou und Samantha Morton
Mystic River
Kevin Bacon, Laurence Fishburne, Marcia Gay Harden, Laura Linney, Sean Penn und Tim Robbins
Seabiscuit – Mit dem Willen zum Erfolg (Seabiscuit)
Elizabeth Banks, Jeff Bridges, Chris Cooper, William H. Macy, Tobey Maguire und Gary Stevens
Station Agent (The Station Agent)
Paul Benjamin, Bobby Cannavale, Patricia Clarkson, Peter Dinklage, Raven Goodwin und Michelle Williams

## Gewinner und Nominierte im Bereich Fernsehen
| Serie/Film                             | N | A |
| -------------------------------------- | - | - |
| Engel in Amerika                       | 6 | 2 |
| Alle lieben Raymond                    | 6 | 0 |
| Will & Grace                           | 4 | 1 |
| The West Wing – Im Zentrum der Macht   | 4 | 0 |
| Six Feet Under – Gestorben wird immer  | 3 | 2 |
| Friends                                | 2 | 0 |
| Mrs. Stone und ihr römischer Frühling  | 2 | 0 |
| Without a Trace – Spurlos verschwunden | 2 | 0 |

### Bester Darsteller in einem Fernsehfilm oder Miniserie
Al Pacino – Engel in Amerika (Angels in America)
Justin Kirk – Engel in Amerika (Angels in America)
Paul Newman – Our Town
Forest Whitaker – Deacons for Defense
Jeffrey Wright – Engel in Amerika (Angels in America)

### Beste Darstellerin in einem Fernsehfilm oder Miniserie
Meryl Streep – Engel in Amerika (Angels in America)
Anne Bancroft – Mrs. Stone und ihr römischer Frühling (The Roman Spring of Mrs. Stone)
Helen Mirren – Mrs. Stone und ihr römischer Frühling (The Roman Spring of Mrs. Stone)
Mary-Louise Parker – Engel in Amerika (Angels in America)
Emma Thompson – Engel in Amerika (Angels in America)

### Bester Darsteller in einer Dramaserie
Kiefer Sutherland – 24
Peter Krause – Six Feet Under – Gestorben wird immer (Six Feet Under)
Anthony LaPaglia – Without a Trace – Spurlos verschwunden (Without a Trace)
Martin Sheen – The West Wing – Im Zentrum der Macht (The West Wing)
Treat Williams – Everwood

### Beste Darstellerin in einer Dramaserie
Frances Conroy – Six Feet Under – Gestorben wird immer (Six Feet Under)
Stockard Channing – The West Wing – Im Zentrum der Macht (The West Wing)
Tyne Daly – Für alle Fälle Amy (Judging Amy)
Jennifer Garner – Alias – Die Agentin (Alias)
Mariska Hargitay – Law & Order: Special Victims Unit
Allison Janney – The West Wing – Im Zentrum der Macht (The West Wing)

### Bester Darsteller in einer Comedyserie
Tony Shalhoub – Monk
Peter Boyle – Alle lieben Raymond (Everybody Loves Raymond)
Brad Garrett – Alle lieben Raymond (Everybody Loves Raymond)
Sean Hayes – Will & Grace
Ray Romano – Alle lieben Raymond (Everybody Loves Raymond)

### Beste Darstellerin in einer Comedyserie
Megan Mullally – Will & Grace
Patricia Heaton – Alle lieben Raymond (Everybody Loves Raymond)
Lisa Kudrow – Friends
Debra Messing – Will & Grace
Doris Roberts – Alle lieben Raymond (Everybody Loves Raymond)

### Bestes Schauspielensemble in einer Dramaserie
Six Feet Under – Gestorben wird immer (Six Feet Under)

Lauren Ambrose, Frances Conroy, Ben Foster, Rachel Griffiths, Michael C. Hall, Peter Krause, Peter Macdissi, Justina Machado, Freddy Rodríguez, Mathew St. Patrick, Lili Taylor und Rainn Wilson
CSI: Vegas (CSI: Crime Scene Investigation)
Gary Dourdan, George Eads, Jorja Fox, Paul Guilfoyle, Robert David Hall, Marg Helgenberger, William Petersen und Eric Szmanda
Law & Order
Jesse L. Martin, S. Epatha Merkerson, Jerry Orbach, Elisabeth Röhm, Fred Dalton Thompson und Sam Waterston
The West Wing – Im Zentrum der Macht (The West Wing)
Stockard Channing, Dulé Hill, Allison Janney, Joshua Malina, Janel Moloney, Richard Schiff, Martin Sheen, John Spencer und Bradley Whitford
Without a Trace – Spurlos verschwunden (Without a Trace)
Eric Close, Marianne Jean-Baptiste, Anthony LaPaglia, Poppy Montgomery und Enrique Murciano

### Bestes Schauspielensemble in einer Comedyserie
Sex and the City

Kim Cattrall, Kristin Davis, Cynthia Nixon und Sarah Jessica Parker
Alle lieben Raymond (Everybody Loves Raymond)
Peter Boyle, Brad Garrett, Patricia Heaton, Doris Roberts, Ray Romano und Madylin Sweeten
Frasier
Peri Gilpin, Kelsey Grammer, Jane Leeves, John Mahoney und David Hyde Pierce
Friends
Jennifer Aniston, Courteney Cox, Lisa Kudrow, Matt LeBlanc, Matthew Perry und David Schwimmer
Will & Grace
Sean Hayes, Eric McCormack, Debra Messing und Megan Mullally

## Preis für das Lebenswerk
Karl Malden